# Институт газовых технологий
Институт газовых технологий (англ. Gas Technology Institute) — американская некоммерческая организация, которая разрабатывает, демонстрирует и лицензирует новые энергетические технологии для частных и государственных клиентов, имея особый фокус на газовой промышленности. Институт расположен в Дес-Плейнс, штат Иллинойс.

## История
В 1941 году в Иллинойсском технологическом институте был основан Institute of Gas Technology.
В 1976 году федеральным правительством был основан Gas Research Institute. Он финансировался из налога на межштатные поставки природного газа.
В 2000 году механизи финансирования Gas Research Institute был упразднён, вследствие чего Gas Research Institute и Institute of Gas Technology были объединены и образовали Gas Technology Institute.
В 2006 году здание, где прежде находился институт, занял Shimer College, поселившийся там после переезда из Уокиган, штат Иллинойс.